# La tragedia del vendicatore
La tragedia del vendicatore (The Revenger's Tragedy) è una tragedia del drammaturgo inglese Thomas Middleton, messa in scena per la prima volta nel 1607 e stampata nel 1608. L'opera fu originariamente attribuita a Cyril Tourneur da Edward Archer nel 1656, un'opinione ampiamente condivisa fino al 1923, quando Edmund Kerchever Chambers mise in dubbio la paternità dell'opera. Nel corso del ventesimo secolo altri accademici hanno sostenuto che il vero autore della tragedia sia Thomas Middleton e, anche se la questione non è mai stata del tutto risolta, oggi l'opera viene generalmente attribuita a Middleton.

## Trama
In una città italiana mai specificata, Vindice piange la morte della sua amata, avvelenata dal duca nove anni prima. Ippolito, suo fratello, dice a Vindice che Lussurioso, il figlio di primo letto del Duca, sta cercando un mezzano che gli procuri vergini per soddisfare le sue voglie. I due decidono che Vindice, sotto mentite spoglie, proverà ad ottenere il ruolo per potersi vendicare della famiglia del duca. Junior, il figlio minore della duchessa, ha stuprato la moglie di Lord Antonio, ammette liberamente la colpa e ci scherza sopra: un lusso che si può permettere dato che il padre ha sospeso e rimandato la sentenza dei giudici contro di lui. Ambitioso e Supervacuo, gli altri figli della duchessa, promettono al fratello di liberarlo dal carcere. La duchessa decide di tradire il duca con il bastardo del marito, Spurio, che finge di amarla ma che vuole distruggere lei, il padre e i fratelli. Presentandosi come "Piato", Vindice viene assunto da Lussurioso, che rivela al suo nuovo servo che la donna che vuole è Castiza, la sorella di Vindice ed Ippolito. Vindice decide di assecondare il suo capo, per mettere alla prova l'onesta della madre e la castità della sorella. La moglie di Lord Antonio intanto si suicida ed il marito addolorato mostra il cadavere ai presenti, mentre Ippolito giura vendetta per la morte della donna.
Ancora mascherato, Vindice tenta la sorella e la madre: la prima rifiuta, ma la seconda si fa corrompere dalle offerte economiche e accetta di fare da mezzana alla figlia. Vindice mente a Lussurioso e gli dice che Castiza accetta di fare sesso con lui, ma l'aristocratico viene distratto dalla notizia che la madre si trova a letto con il fratellastro Spurio. Furioso, Lussurioso irrompe nella stanza della madre per cogliere Spurio in flagrante e ucciderlo, ma invece ci trova il padre: il Duca, temendo una congiura, fa arrestare Lussurioso. Il Duca firma la condanna a morte per il figlio e la consegna a Supervacuo e Ambitioso, per poi cambiare idea e decidere di graziarlo. Ambitioso e Supervacuo vanno direttamente al carcere ma, a loro insaputa, Lussurioso è già stato liberato. Consegnano quindi la lettera alle guardie, con l'ordine di giustiziare "il figlio del Duca", ma il comando viene frainteso e il boia uccide Junior, l'unico figlio del duca in prigione. Il Duca assume "Piato" per trovargli una donna e Vindice e Ippolito organizzano un elaborato assassinio dell'aristocratico. I due avvelenano il teschio della donna amata da Vindice, lo vestono, lo nascondono in una camera oscura e, facendo credere al Duca che si tratti di una cortigiana, i due gli fanno baciare lo scheletro. Il Duca comincia ad accusare i sintomi dell'avvelenamento ma prima di morire viene costretto a guardare la moglie tradirlo con Spurio, dato che il luogo dell'omicidio è anche dove gli amanti clandestini si nascondono in segreto. Le guardie consegnano ad Ambitioso e Supervacuo una testa mozzata e sanguinante e i due scoprono con orrore che è stato loro fratello Junior ad essere decapitato.
Lussurioso dice ad Ippolito di volersi liberare di "Piato" e assumere suo fratello Vindice, di cui ha sentito parlare bene, ed Ippolito accetta perché pensa che l'aristocratico non riconoscerà il fratello senza travestimento. Vindice si presenta a Lussurioso, che gli ordina di uccidere Piato. Vindice ed Ippolito allora vestono il corpo del duca con gli abiti di Piato, per far credere che l'uomo abbia ucciso il duca e poi scambiato i vestiti con i suoi per scappare. Vindice ed Ippolito confrontano la madre Gratiana sulla sua disponibilità di far prostituire la figlia, Vindice minaccia di ucciderla ma alla fine la perdona. La morte del duca viene annunciata e Lussurioso ascende al trono, per poi essere immediatamente assassinto da Vindice ed Ippolito. In quel momento Spurio, Supervacuo e Ambitioso irrompono nella stanza per uccidere Lussorioso, ma scoprendolo già morto cominciato ad uccidersi l'uno con l'atro. Lord Antonio ristabilisce l'ordine e diventa il nuovo duca; Vindice, entusiasta del suo successo, confessa ad Antonio di avere ucciso il vecchio duca e Antonio, orripilato, condanna a morte lui e il fratello.

## Commento
L'eccesso di violenza e tematiche tabù come la necrofilia hanno reso il dramma quasi completamente irrappresentabile per diversi secoli, prima di venire "riscoperto" nel ventesimo secolo. Il novecento ha visto diverse produzioni della tragedia messa in scena come se si trattasse di una commedia nera, dato che l'intreccio eccessivamente intricato e l'uso sconfinato di mutilazioni e omicidi rendono l'opera più grottesca che realista, tanto che alcuni critici la considerano quasi una parodia del genere della tragedia di vendetta. Jonathan Dollimore, in particolare, ritiene che La tragedia del vendicatore abbia un approccio parodico e satirico nei confronti degli ideali giacobiti di providdenza e patriarcato. Diversi accademici hanno notato una certa misoginia nel testo, in quanto le figure femminili sembrano essere dei tipi fissi più che veri e propri personaggi con caratteristiche individuali: Castiza e la duchessa portano in scena la classica dicotomia che vede le donne divise in sante o sgualdrine, rappresentante come eccezionalmente pure o irrimediabilmente corrotte. Graziana, la madre/mezzana, rappresenta invece la fragilità femminile. Tuttavia la tipizzazione dei ruoli femminili è oggetto di dibattito, dato che alcuni critici sostengono che in questa divisione così netta Middleton vada a parodiare dei personaggi ormai stereotipati, mentre altri affermano che i ruoli di Castiza, della duchessa e Gratiana siano semplicemente poco sviluppati, come la gran parte delle parti femminili nelle tragedie di Christopher Marlowe.
Già negli ultimi anni dell'età elisabettiana, l'ambiente cortese divenne uno dei più comuni nel genere della tragedia di vendetta e La tragedia del vendicatore non fa eccezione. Come spesso accade con i personaggi delle opere di questo genere, i nomi sono tutti "parlanti", cioè rendono chiari le aspirazioni e il carattere del personaggio dal momento in cui viene nominato: in "Vindice" c'è la radice latina di "vendetta", il nome "Spurio" evoca già l'idea di un figlio bastardo, "Lussurioso", "Ambizioso" e "Castiza" prendono il nome dal vizio o dalla virtù che li contraddistinguono. Come spesso accadeva nelle tragedie giacobite e caroline, l'opera di Middleton presenta una forte attenzione per una sessualità perversa e morbosa, qua rappresentata dalla necrofilia che il Duca pratica inavvertitamente. Il teschio di Gloriana è la più evidente rappresentazione di quello che Karin S. Coddon definisce come "l'erotismo macabro" che pervade la tragedia.

## Storia delle rappresentazioni
La tragedia entrò nel Stationers' Register il 7 ottobre 1607, fu messa in scena dai King's Men al Globe Theatre, ma anche a corte, nel tour delle province e al Blackfriars Theatre. Fu stampata da George Eld per la prima volta nel 1608.
Nel ventesimo secolo nuove produzioni sono state messe in scena in Gran Bretagna e nel resto d'Europa. Nel 1967 Trevor Nunn diresse un revival per la Royal Shakespeare Company con Ian Richardson nel ruolo di Vindice e per le ristrettezze economiche della compagnia fu riutilizzata la scenografia dell'Amleto dell'anno prima; il resto del cast comprendeva Helen Mirren nel ruolo di Castiza, Patrick Stewart in quello di Ippolito e Ben Kingsley nella parte minore di uno degli aristocratici. Nel 1987 Di Trevis diresse un nuovo revival per la Royal Shakespeare Company, in scena allo Swan Theatre di Statford-upon-Avon con Antony Sher nel ruolo di Vindice. Altre produzioni sono andate in scena in Belgio nel 1989 e a New York nel 1996. Nel 2008 Melly Still ha curato una produzione per il Royal National Theatre di Londra con Rory Kinnear nella parte di Vindice.
In Italia sono state messe in scena due produzioni dal Piccolo Teatro di Milano. La prima andò in scena nel 1970 con la regia di Luca Ronconi e un cast interamente femminile composto da: Mariangela Melato (Lussurioso), Maria Teresa Albani (Duchessa), Edmonda Aldini (Vindice), Dorotea Aslanidis (Antonio), Liù Bosisio (Duca), Gianna Piaz (Graziana), Ottavia Piccolo (Castizia), Cecilia Polizzi (Spurio), Rosabianca Scerrino (Ambizioso), Paola Gassman (Ippolito). Declan Donnellan ha diretto una nuova produzione del Piccolo Teatro (Milano) andata in scena a Milano nel 2018, in un tour italiano nel 2019 e in tour europeo nel 2020 con Ivan Alovisio, Marco Brinzi, Fausto Cabra, Flavio Capuzzo Dolcetta, Christian Di Filippo, Raffaele Esposito, Ruggero Franceschini, Pia Lanciotti, Errico Liguori, Marta Malvestiti, David Meden, Massimiliano Speziani, Beatrice Vecchione, Marouane Zotti.
A gennaio del 2021, in seguito alle chiusure dei teatri italiani dovute alle restrizioni per la pandemia da COVID-19, il Piccolo Teatro ha realizzato una versione cinematografica dello spettacolo trasmessa poi in streaming nel maggio dello stesso anno. Per la regia filmica di Davide Maldi, la nuova versione subisce qualche revisione registica a causa delle regole di prevenzione di diffusione del virus.